# Симон Вожаківський
Симон Вожаківський (1911 – 6 червня 1984) – організатор українського підпілля й УПА-Південь на південно-східних і центральних українських землях, диригент, композитор, публіцист і громадський діяч.

## Життєпис
Народився 1911 року у селі Янополі на Херсонщині в родині священика. Був наймолодшим у сім'ї (ще мав трьох братів).
1941 року налагодив контакти з похідною групою Організації українських націоналістів в Кіровоградській області, допомагав організувати підпільну оунівську мережу й осередки, з яких постала УПА-Південь.
Після другої світової війни на еміграції в Німеччині був співорганізатором відновленої на чужині Спілки української молоді (СУМ); її голова з 1949 року.
Емігрував до США, був головою СУМ Америки у 1952—1953 роках, брав активну участь в інших українсько-американських організаціях бандерівського напряму. Очолював Комісію у справах культури й науки Українського комітету Америки.
Помер в Ірвінгтоні (штат Нью-Джерсі, США). Похований у Вашингтоні в українському Мавзолеї-пантеоні.